# Yasumasa Tanida
Yasumasa Tanida –谷田康真, Tanida Yasumasa– (Nayoro, 16 de mayo de 1994) es un deportista japonés que compite en curling. Ganó una medalla de plata en el Campeonato Mundial de Curling Mixto Doble de 2023.

## Palmarés internacional
| Campeonato Mundial Mixto Doble | Campeonato Mundial Mixto Doble | Campeonato Mundial Mixto Doble | Campeonato Mundial Mixto Doble |
| Año                            | Lugar                          | Medalla                        | Prueba                         |
| ------------------------------ | ------------------------------ | ------------------------------ | ------------------------------ |
| 2023                           | Gangneung (Corea del Sur)      | Medalla de plata               | Mixto doble                    |